# Муштари, Хамид Музафарович

Хамид Музафарович Муштари (тат. Хәмид Мозаффар улы Мөштәри; 22 июля 1900 — 23 января 1981) — известный советский учёный-механик. Заслуженный деятель науки и техники РСФСР. Отец Данияра Хамидовича Муштари.

## Биография
Х. М. Муштари родился в Оренбурге в семье народного учителя, преподавателя русского языка в татарских школах Музафара Тазетдиновича Муштари. Род Муштари был связан с Тетюшским уездом Казанской губернии, но по служебным обстоятельствам отец работал в Оренбурге, Сызрани, Астрахани. Мама — Гирфатжан Биктемировна Хасеева также учительствовала, обучала грамоте девочек. В семье было четыре дочери, Хамид был пятым ребёнком, его имя в переводе означает «славный».
В связи с частыми переездами семьи Хамид учился в различных школах, в 1918 году в Казани окончил с золотой медалью Вторую мужскую гимназию. После окончания гимназии был принят на физико-математический факультет Казанского университета (первый послереволюционный набор). Однокурсником был будущий академик М. А. Лаврентьев. Во время учёбы был вынужден работать, преподавал математику и физику в школе, скрывался от призыва в армию во время захвата Казани белочехами. Работая в подвальном помещении сильно простудился и получил осложнения на почки, врачи настоятельно рекомендовали сменить климат.
В 1920 году перевёлся в Среднеазиатский университет в Ташкенте, где наибольшее влияние на него оказал профессор В. И. Романовский. Во время учёбы преподавал в тюркско-татарском училище.
Окончил университет в 1923 году по специальности математика. Полностью избавился от болезни благодаря арбузной диете и строгой дисциплине питания.
После окончания университета работал в Казани учёным секретарем Татарского Народного Комиссариата просвещения, а с сентября 1924 по сентябрь 1925 года — методистом Совета национальных меньшинств Народного Комиссариата просвещения РСФСР в Москве. Желая участвовать в развитии отечественной авиации и летать самому, предпринял попытку поступить в Военно-воздушную академию имени Жуковского, по личному указанию М. В. Фрунзе был допущен к экзаменам, которые успешно сдал, но из-за близорукости в зачислении в курсанты ему было отказано. По совету Н. К. Крупской поступил в аспирантуру НИИ математики и механики МГУ. Много лет спустя с глубокой обидой вспоминал свой разговор с Д. Ф. Егоровым, выразивший сомнение в возможности Муштари стать учёным.
С 1925 года Х. М. Муштари — аспирант Московского университета (научный руководитель — С. А. Чаплыгин). В 1929 году на учёном совете физико-математического факультета МГУ Муштари успешно защитил кандидатскую диссертацию на тему «О катании тяжелого твердого тела вращения по неподвижной горизонтальной плоскости» и одним из первых среди учёных-татар получил учёную степень в области физико-математических наук.
С 1929 года научная и педагогическая деятельность Х. М. Муштари неразрывно связана с Казанью. В течение многих лет он возглавлял кафедру теоретической механики в Казанском институте инженеров коммунального строительства, затем кафедры теоретической механики, теории упругости и строительной механики самолёта в Казанском авиационном институте, кафедру теоретической механики в Казанском химико-технологическом институте.
В 1938 году стал первым учёным-татарином — доктором физико-математических наук.
В первые годы своей научно-педагогической деятельности Х. М. Муштари уделял большое внимание написанию учебников по физике и математике на татарском языке для средних и высших учебных заведений. Им написаны учебники алгебры и физики для средних школ, учебник физики для школ колхозной молодёжи, курс физики для вузов и втузов. Позднее, в 1939—1940 годах, им были составлены сборники татарских терминов по физике и метеорологии.
Заслуги Х. М. Муштари отмечены орденами Ленина, Трудового Красного Знамени, «Знак Почёта», медалями. Ему были присвоены почётные звания Заслуженного деятеля науки и техники РСФСР и Татарской АССР.

## Научная деятельность
В научных работах, выполненных в 1934—1938 годах, Муштари заложил основы современной нелинейной теории тонких оболочек. Наиболее полно эти результаты представлены в его известной докторской диссертации «Некоторые обобщения теории тонких оболочек с приложениями к задаче устойчивости упругого равновесия», успешно защищённой им в 1938 году в Московском университете.
С 1946 года до конца своей жизни Х. М. Муштари работал в Казанском физико-техническом институте АН СССР, который он возглавлял более четверти века (1946—1972). Им было подготовлено большое число докторов и кандидатов наук и создана известная казанская научная школа по нелинейной теории оболочек.
Среди фундаментальных работ Муштари по теории оболочек особое место занимает написанный им совместно с профессором Казанского университета К. З. Галимовым и изданный в 1957 году капитальный труд «Нелинейная теория упругих оболочек». Эта монография, переизданная за рубежом, стала настольной книгой для многих специалистов в этой области.
Научные результаты, полученные Х. М. Муштари, вошли в золотой фонд науки.
Вошёл в Первоначальный состав Национального комитета СССР по теоретической и прикладной механике (1956).
В течение ряда лет он возглавлял секцию теории оболочек Научного совета АН СССР по проблеме «Научные основы прочности и пластичности».

## Память

Могила Муштари

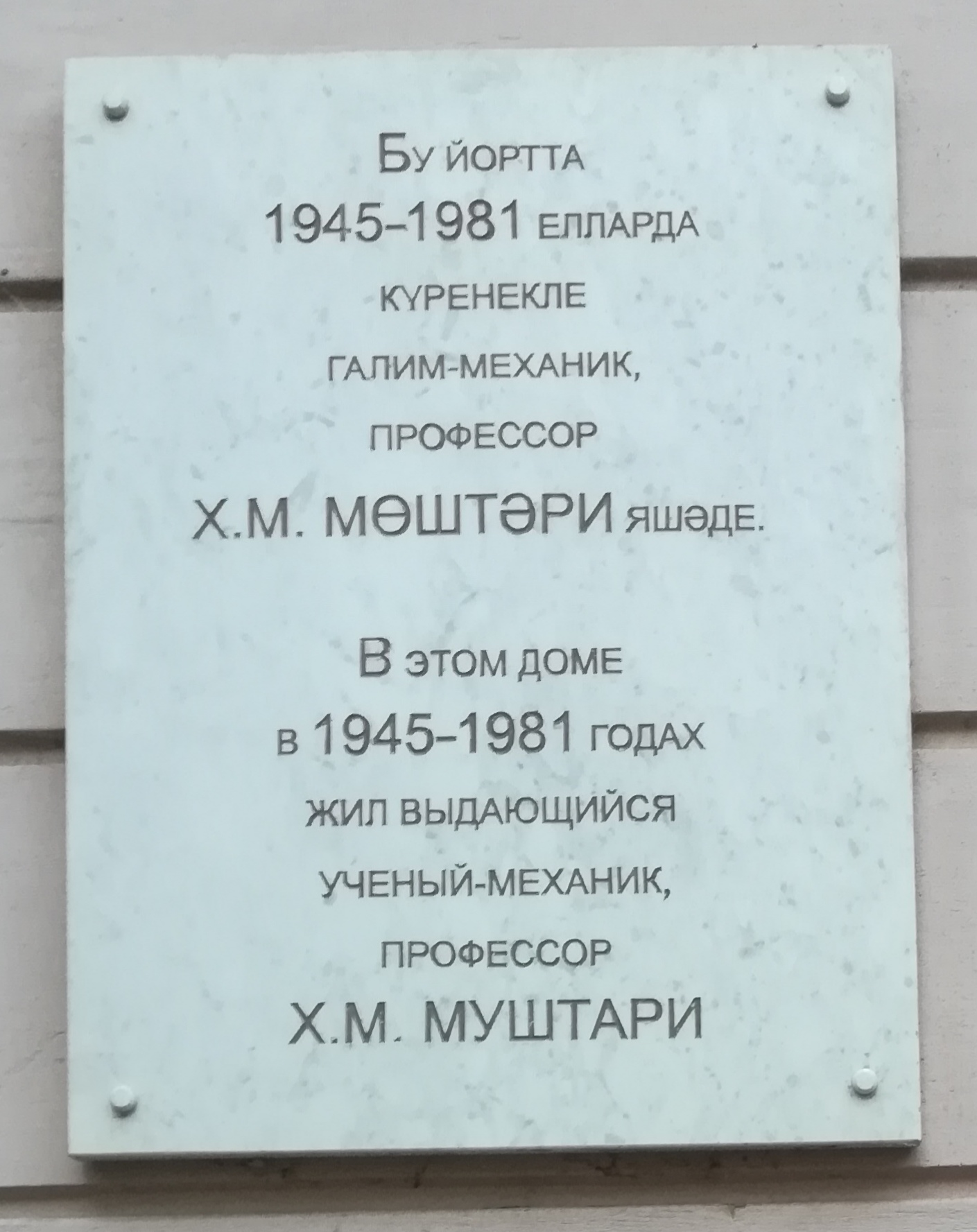
д. 30, ул. Муштари

Похоронен на Татарском кладбище в Казани.
Улица  в Казани, где жил Х. М. Муштари, названа его именем

## Семья

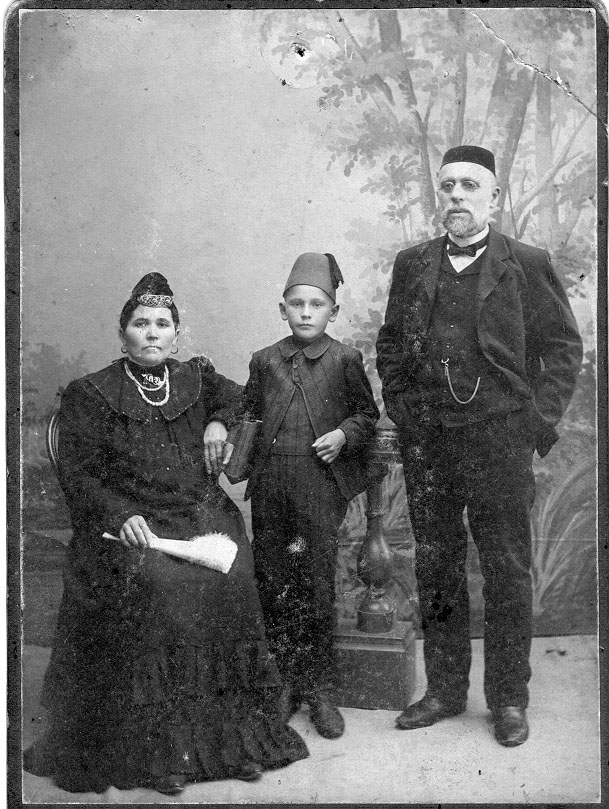
Хамид Музафарович с родителями

Жена — Сафия Хасановна Музафарова (с 1924 года)

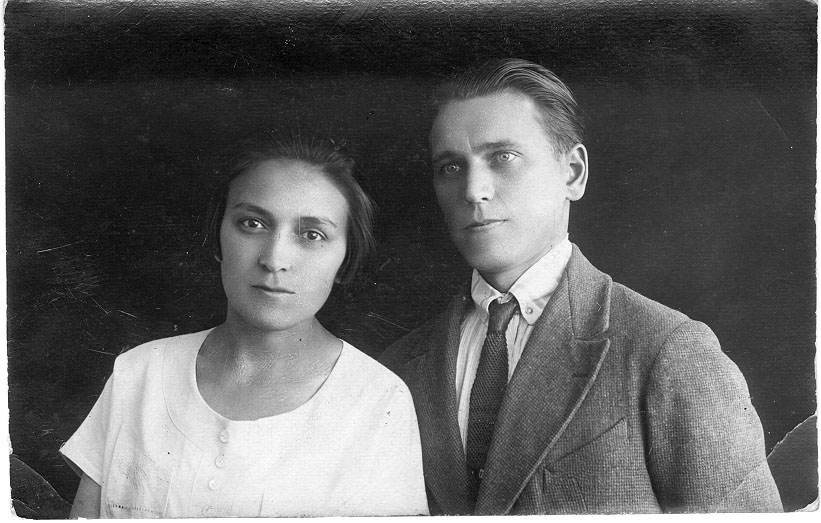
Хамид Музафарович с женой Сафией

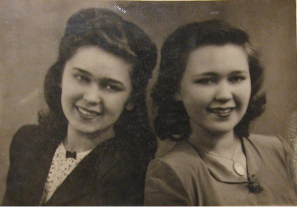
Гульфиэ и Неркис Муштари

Дочери — от брака с С. Х. Музафаровой:
— Гульфиэ (1926—2005)
— Неркис (1930—2020)
Вторая жена: Раиса Ибрагимовна (1916—1989)
Дети от второго брака:
Сын — Данияр Хамидович Муштари (1945–2013)
Дочь — Земфира Хамидовна Муштари (р. 1943) — композитор, пианист, педагог, доцент кафедры фортепиано Казанской консерватории
Многие из потомков Х. М. Муштари имеют склонность к техническим наукам.
Д. Х. Муштари был доктором физико-математических наук.
Сын Земфиры — Айрат Ильдарович Муштари — доцент, кандидат физико-математических наук.
Дочь Неркис — Марина Романова — астроном, кандидат наук.
Внучка Неркис — Алина Блинова — доктор наук, занимающаяся квантовой физикой сверхнизких температур.
Внук Гульфиэ — Олег Саттаров — закончил МФТИ (Физтех) и занимается разработкой компьютерных игр.